# تنبؤ بالمورثات

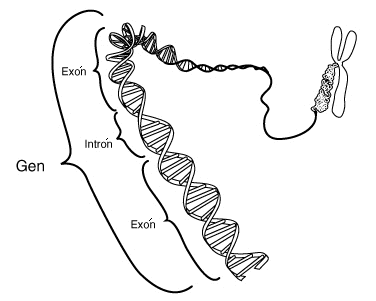

إيجاد المورثات مصطلح يشير إلى أحد حقول علم الأحياء الحاسوبي الذي يهتم بالتمييز الخوارزمي لقطع من التسلسلات، عادة ما تكون جينومية من الدنا الوراثي، الفعال بيولوجيا.
يتضمن هذا عادة الجينات المشفرة للبروتينات لكن يمكن أن تتضمن أيضا عناصر وظيفية أخرى مثل جينات RNA ومناطق منظمة regulatory regions. إيجاد المرثات هي أحد أول وأهم الخطوات في فهم الجينوم للأنواع حالما يتم الانتهاء من عملية السلسلة ومعرفة التسلسل الدقيق.

## مواقع خارجية
- http://www.genefinding.org نسخة محفوظة 30 ديسمبر 2019 على موقع واي باك مشين.
- http://www.binf.ku.dk/users/krogh/genefinding.html نسخة محفوظة 5 مارس 2005 على موقع واي باك مشين.
- http://www.swbic.org/links/1.4.3.2.php
- http://bio.math.berkeley.edu/slam/
- http://www1.imim.es/software/sgp2/
- http://cbcb.umd.edu/software/glimmer نسخة محفوظة 26 أغسطس 2011 على موقع واي باك مشين.
- http://cbcb.umd.edu/software/GlimmerHMM نسخة محفوظة 18 أغسطس 2011 على موقع واي باك مشين.
- http://bio.math.berkeley.edu/genemapper/
- http://www.genomethreader.org